# Parau Parau
Parau Parau (La Conversation) (ou également Paroles, Paroles ou encore Les potins) est un tableau du peintre postimpressionniste français Paul Gauguin. Il l'a peint en 1891 à Tahiti. Depuis 1948, elle fait partie de la collection du musée de l'Ermitage de Saint-Pétersbourg.

## Premier séjour à Tahiti
Après une vente réussie de ses tableaux, Gauguin part pour Tahiti en 1891. Il espérait y trouver un paradis préservé, où il pourrait vivre une vie heureuse et simple. Cependant, après son arrivée dans la capitale Papeete, il s'est avéré que la civilisation européenne avait déjà profondément modifié le mode de vie traditionnel des insulaires. Gauguin s'installe donc au village de Mataiea, à 40 km de là, où il loue une cabane. Ici, il a saisi la vie tahitienne dans de nombreuses toiles. Le séjour de Gauguin à Tahiti ne dura pas très longtemps. En 1893, des problèmes financiers et de santé l'obligent à embarquer sur un bateau pour la France.

## Description
La toile montre six femmes tahitiennes discuter tranquillement en cercle. Pour le peintre, il s'agissait d'une représentation du rythme de vie sur l'île. Dans Noa Noa, livre écrit lors de son séjour à Tahiti, il le décrit ainsi : 

« C'est bien la vie en plein air, mais cependant intime, dans les fourrés, les ruisseaux ombrés, ces femmes chuchotant dans un immense palais décoré par la nature elle-même. »

— Paul Gauguin, Noa Noa
La pose typique de la femme de devant apparaît également dans l'un des premiers tableaux réalisés par Gauguin à Tahiti (Le grand arbre). Plus tard, il développera le thème encore plus souvent, par exemple dans un tableau également appelé Parau Parau et qui est aujourd'hui exposé à la Yale University Art Gallery. Ce n'est que dans la version de l'Ermitage que les femmes sont peintes au premier plan, ce qui donne à ce tableau une place particulière dans la série.
Gauguin lui-même a donné au tableau le titre Parau Parau. Dans la langue locale, que Gauguin maîtrisait quelque peu, cela signifie « mots, mots » ou « conversation ». Gauguin lui-même attachait une grande importance à ce titre. En 1892, il écrit à son épouse Mette-Sophie Gad à propos d'une prochaine exposition au Danemark :

« Sur le catalogue, je veux qu'on mette les titres comme ils sont sur le tableau: cette langue est bizarre et donne plusieurs sens ... 1) Parau Parau (Paroles, Paroles). »

— Paul Gauguin, 8 décembre 1892

## Historique
- 1895 : Gauguin confie la toile en lieu sûr à son ami Georges Chaudet à Paris.
- vers 1899 : Après la mort de Chaudet, l'œuvre entre en possession du marchand d'art Ambroise Vollard.
- Novembre 1903 : Le tableau est présenté dans une exposition chez Paul Durand-Ruel, autre célèbre marchand d'art.
- L'œuvre fait partie d'une collection privée à Paris.
- De nouveau propriété de Vollard.
- 4 mai 1907 : Ivan Morozov achète le tableau ainsi qu'une autre œuvre de Gauguin pour 15 000 francs.
- 1918 : Transféré au Musée de la Nouvelle Peinture occidentale de Moscou.
- 1923 : Ce musée fait partie du Musée national du nouvel art occidental.
- 1948 : Transféré à l'Ermitage.

## Œuvres apparentées

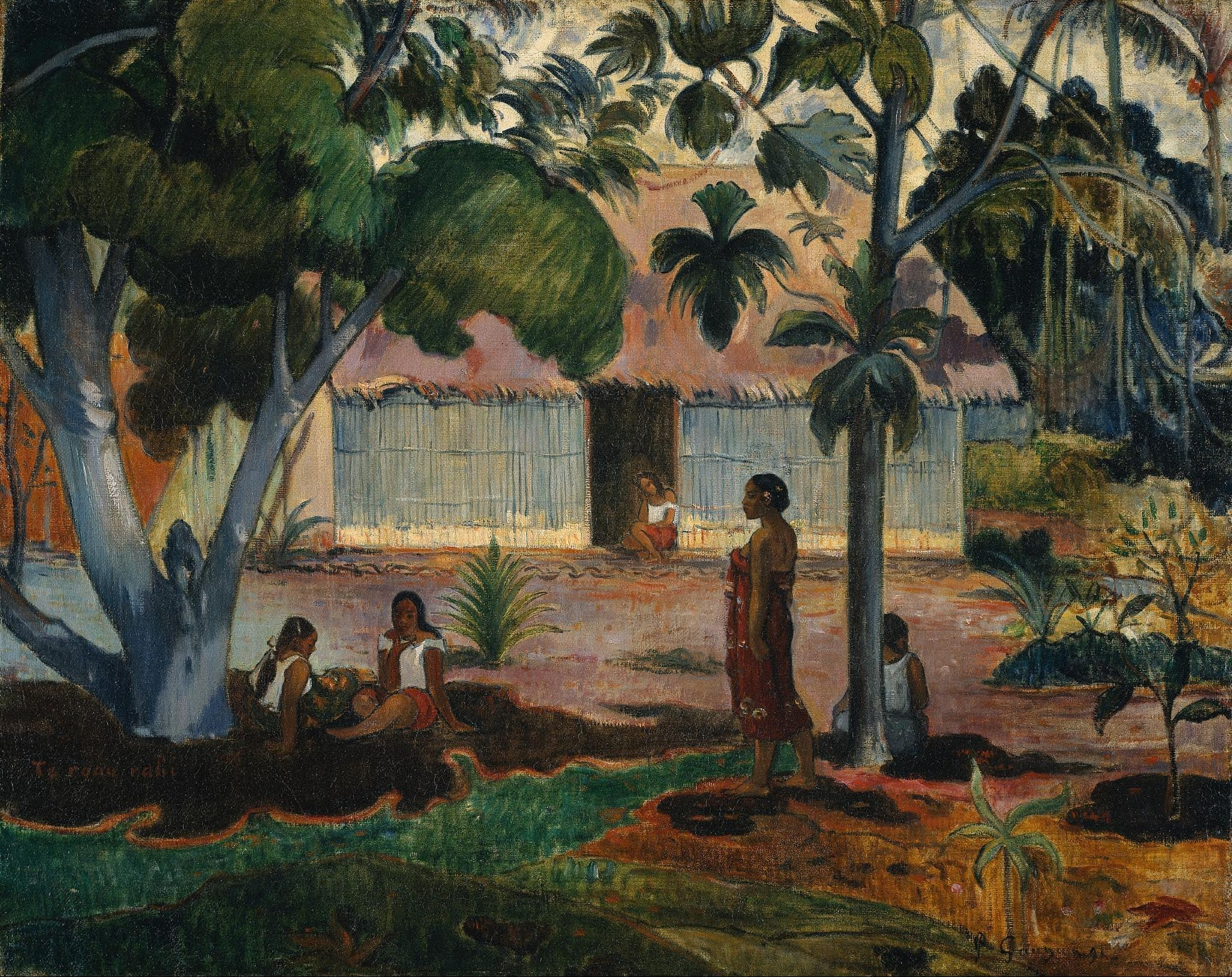
Te raau rahi (Le Grand arbre) (1891)
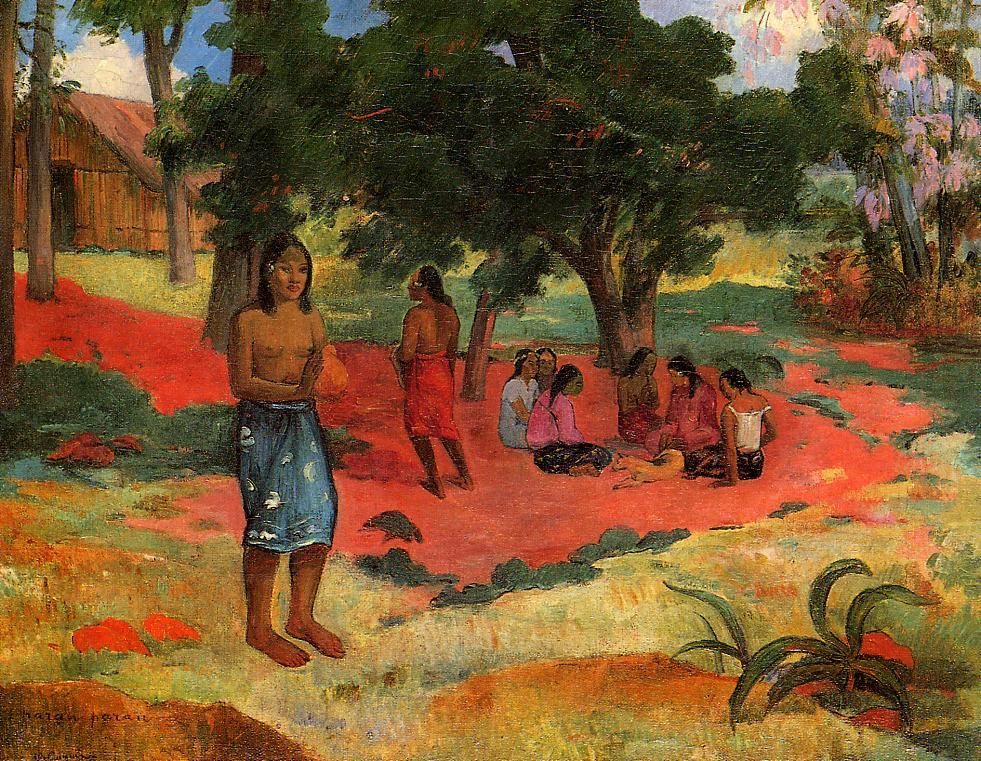
Parau Parau (Paroles, paroles) (1892)

## Littérature
- Albert Kostenevitch (éd.), Impressionnisme : sensation & inspiration. Favoris de l'Ermitage, Hermitage Amsterdam, 2012 pp. 122–24

## Source de traduction
- (nl) Cet article est partiellement ou en totalité issu de l’article de Wikipédia en néerlandais intitulé « Parau Parau » (voir la liste des auteurs).